# احمد احمد
احمد احمد (أحمد أحمد؛ زادهٔ ۲۷ ژوئن ۱۹۷۰) یک هنرپیشه اهل ایالات متحده آمریکا است.